# Colin L. Masters
Colin L. Masters AO (* 1947 in Perth) ist ein australischer Mediziner (Neuropathologie), der für Forschungen zur Alzheimer-Krankheit bekannt ist.
Masters studierte ab 1964 Medizin an der University of Western Australia, wobei er schon ab 1966 in den Neurowissenschaften forschte, insbesondere zu neuronalen degenerativen Erkrankungen wie Kuru und der Creutzfeldt-Jakob-Krankheit. Nach klinischer Tätigkeit für den Missionsdienst in Kalkutta 1970/71 war er am Royal Perth Hospital in Perth, wo er 1973 auch Mitgründer des Medizinischen Dienstes für Aborigines war. Gleichzeitig forschte er weiter an der University of Western Australia, 1976/77 am Massachusetts General Hospital und der Harvard Medical School, an den National Institutes of Health (1977 bis 1980) und 1980/81 als Humboldt-Stipendiat an der Universität Heidelberg, wo er auch wieder 1988 bei Konrad Beyreuther war. Ab 1981 war er wieder Wissenschaftler an der University of Western Australia und dem Royal Perth Hospital. 1989 bis 2006 war er Professor an der University of Melbourne und Leiter der Abteilung Pathologie. Seit 2002 ist er dort Laureate Professor of Neuroscience. Er ist seit 2007 Direktor des Mental Health Research Institute der Universität Melbourne.
Masters klärte mit Beyreuther, mit dem er ab 1984 zusammenarbeitete, den Aufbau der Beta-Amyloid-Plaques in der Alzheimer-Erkrankung auf. Ab Ende der 1980er Jahre entwickelte er daraus Strategien für Medikamente gegen Alzheimer, wobei er mit den Pharmafirmen SmithKline Beecham und Merck zusammenarbeitete. Unter anderem zielen die Bemühungen auf die Unterdrückung der Enzyme (Gamma-Sekretase, Beta-Sekretase), die die Beta-Amyloide aus deren Vorgängermolekül (Amyloid-Precursor-Protein, APP) entstehen lassen, sowie auf die Wechselwirkung der Beta-Amyloide mit Metallionen, die für deren toxische Wirkung wichtig sind.
1991 erhielt er mit Beyreuther den Max-Planck-Forschungspreis und beide erhielten auch 1995 den K.-J.-Zülch-Preis, den Potamkin Prize der American Academy of Neurology (1990), den Gunther-Buch- und Robert-Pfleger-Preis (1987). 1997 erhielt er mit Beyreuther und James F. Gusella den König-Faisal-Preis für Medizin. 1998 erhielt er den Alois-Alzheimer-Preis in München und 2002 die Mayne-Florey-Medaille. Er ist Mitglied der Australischen Akademie der Wissenschaften (1999), der Australian Academy of Technological Sciences and Engineering und des Royal College of Pathologists in London und des Royal College of Pathologists in Australasia. Er ist Ehrendoktor der University of Western Australia. 2001 wurde er mit der Centenary Medal ausgezeichnet. Für herausragende Verdienste um die medizinische Forschung durch internationale und nationale Beiträge zum Verständnis der Alzheimer-Krankheit und anderer neurodegenerativer Krankheiten wurde er 2017 zum Officer des Order of Australia ernannt.